# SKGLB Z
Le SKGLB Z erano una serie di locomotive a vapore a scartamento ridotto costruite dalla Krauss per la Schafbergbahn . Una serie simile di locomotive fu venduta al Schneebergbahn / Aspangbahn (SchBB / EWA) per il collegamento al Schneeberg.

## SKGLB Z 1–6
Le SKGLB vennero inviate sia alla ferrovia a scartamento ridotto tra Salisburgo e Bad Ischl, sia alla Schafbergbahn , una ferrovia che congiunge St. Wolfgang allo Schafbergspitze . La ferrovia a cremagliera venne inaugurata nel 1893 utilizzando il sistema Abt . Per il suo funzionamento, la Krauss costruì sei locomotive a cremagliera a Linz.
Le locomotive erano dotate di un telaio esterno, rinforzato nella zona del terzo asse da una cornice interna. Disponevano inoltre di un'unità che agiva esclusivamente sulla cremagliera, mentre le ruote avevano solo una funzione portante. Inizialmente alimentate a petrolio, furono successivamente convertite al carbone.
Nel 1932, l'operazione sulla Schafbergbahn da parte dell'Österreichisches Verkehrsbüro   si fermò a causa di problemi finanziari legati alle locomotive SKGLB . Solo nel 1943, la Reichsbahn tedesca  classificò le sei macchine come 99 7.306-7.311. Con la restaurazione della Repubblica d'Austria, le locomotive tornarono in possesso delle ÖBB, che nel 1953 le riclassificò come 999 101-106. Tutte e sei le macchine della Schafbergbahn e le cinque della Schneebergbahn, ricevute nel 1952 (un esemplare) e nel 1954 (dieci esemplari), furono dotate di un estrattore Giesl , che rappresentò un notevole cambiamento estetico per le locomotive.
Nel 1974, il modello classificato come 999.101 fu trasferito alla Schneebergbahn a causa di un aumento della domanda proveniente dalla Schafbergbahn. Nel 2006, la Schafbergbahn venne venduta alla Salzburg AG , operando ora sotto il nome di Salzkammergutbahnm . I restanti motori a vapore originali vengono utilizzati esclusivamente per funzioni "nostalgiche" dal 1996. Nuove locomotive a vapore vennero acquistate con la designazione della serie 999 2. La 999.105 è di esclusiva proprietà del Museo della Tecnica di Vienna. Alla fine del 2007, la 999.101 fu venduta alla Schafbergbahn in occasione del 115º anniversario della linea nel 2008, tornando al suo stato originale.

## SchBB / EWA Z 1-5
Tra il 1896 e il 1900, la Schneebergbahn ricevette cinque locomotive simili, acquistate dalla SchBB / EWA. Queste locomotive si differenziavano principalmente per la pendenza massima consentita dall'inclinazione della caldaia: 200‰ per la Schafbergbahn e 225‰ per la Schneebergbahn. A partire dal 1899, l'Aspangbahn (EWA) completò l'operazione sulla Schneebergbahn. 
Nel 1937, l'EWA fu assorbita dalla BBÖ, e le cinque locomotive furono classificate come Riga ZZ. Nel 1938, la Reichsbahn tedesca ordinò la numerazione 99 7301-7305 per le sue flotte di veicoli. Le locomotive furono catalogate dall'ÖBB nel 1953 come 999 01-05. Nel 1996, la Schneebergbahn divenne la Niederösterreichische Schneebergbahn GmbH (NÖSBB). 
Dal 1998, i motori a vapore sono stati utilizzati anche nella Schneebergbahn in modalità treno storico, poiché furono acquistate automotrici "Salamandra" con motore diesel, capaci di trasportare un numero maggiore di passeggeri.

## Galleria d'immagini

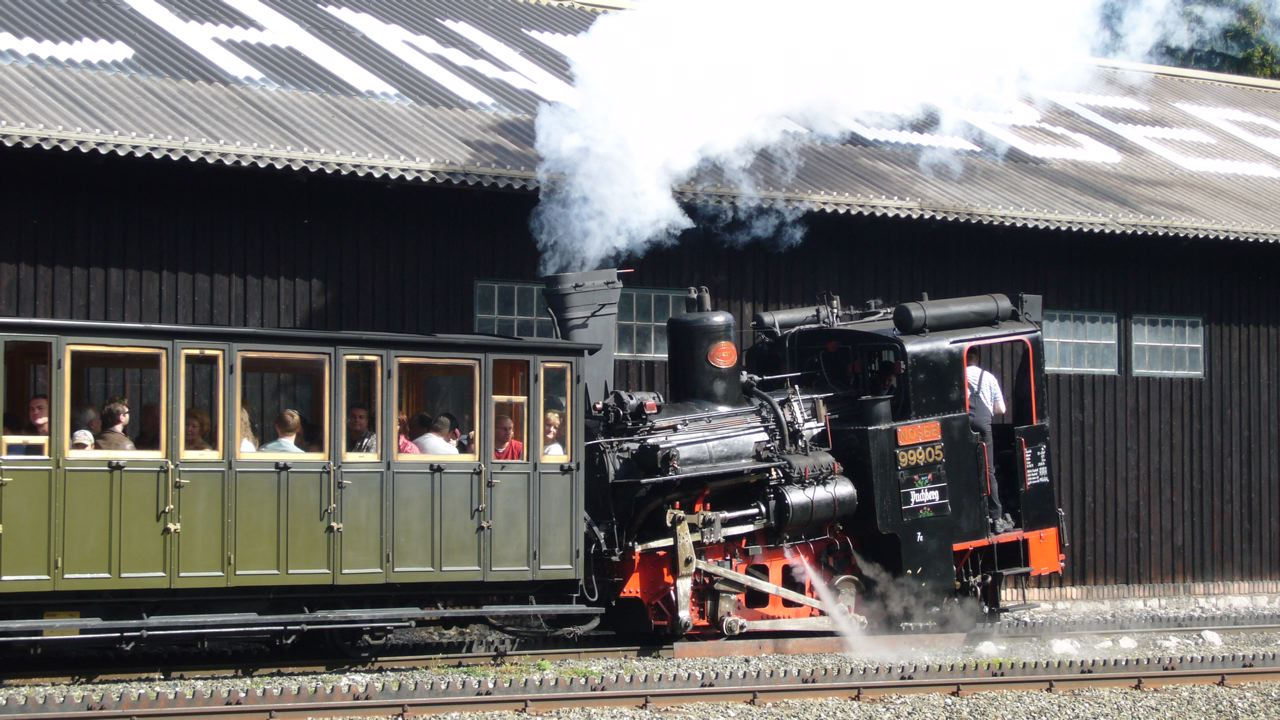
La locomotiva 999.05 NOSBB usata ancora oggi
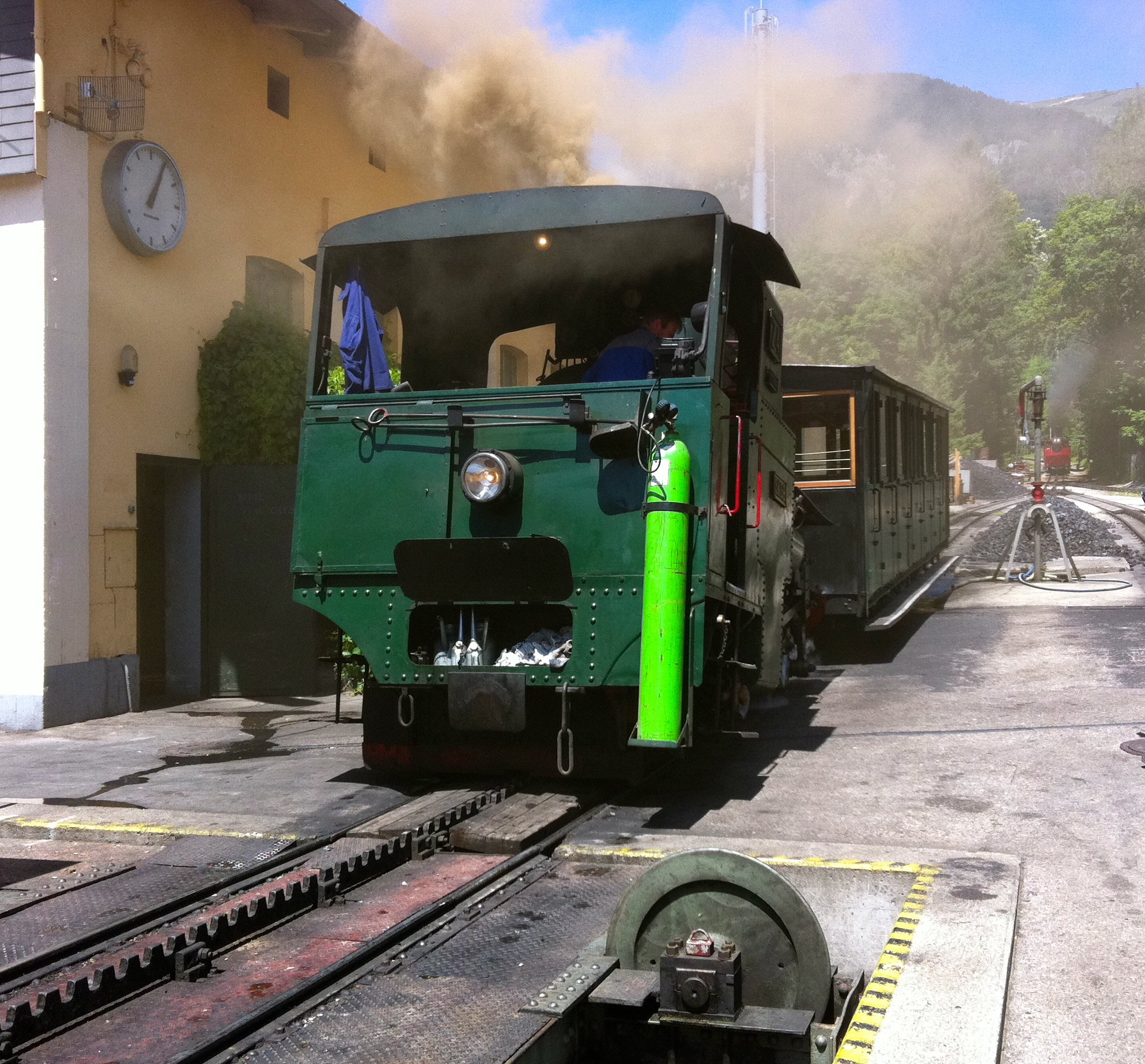
Una locomotiva gruppo 999 usata come treno turistico della Schaftbergbahn
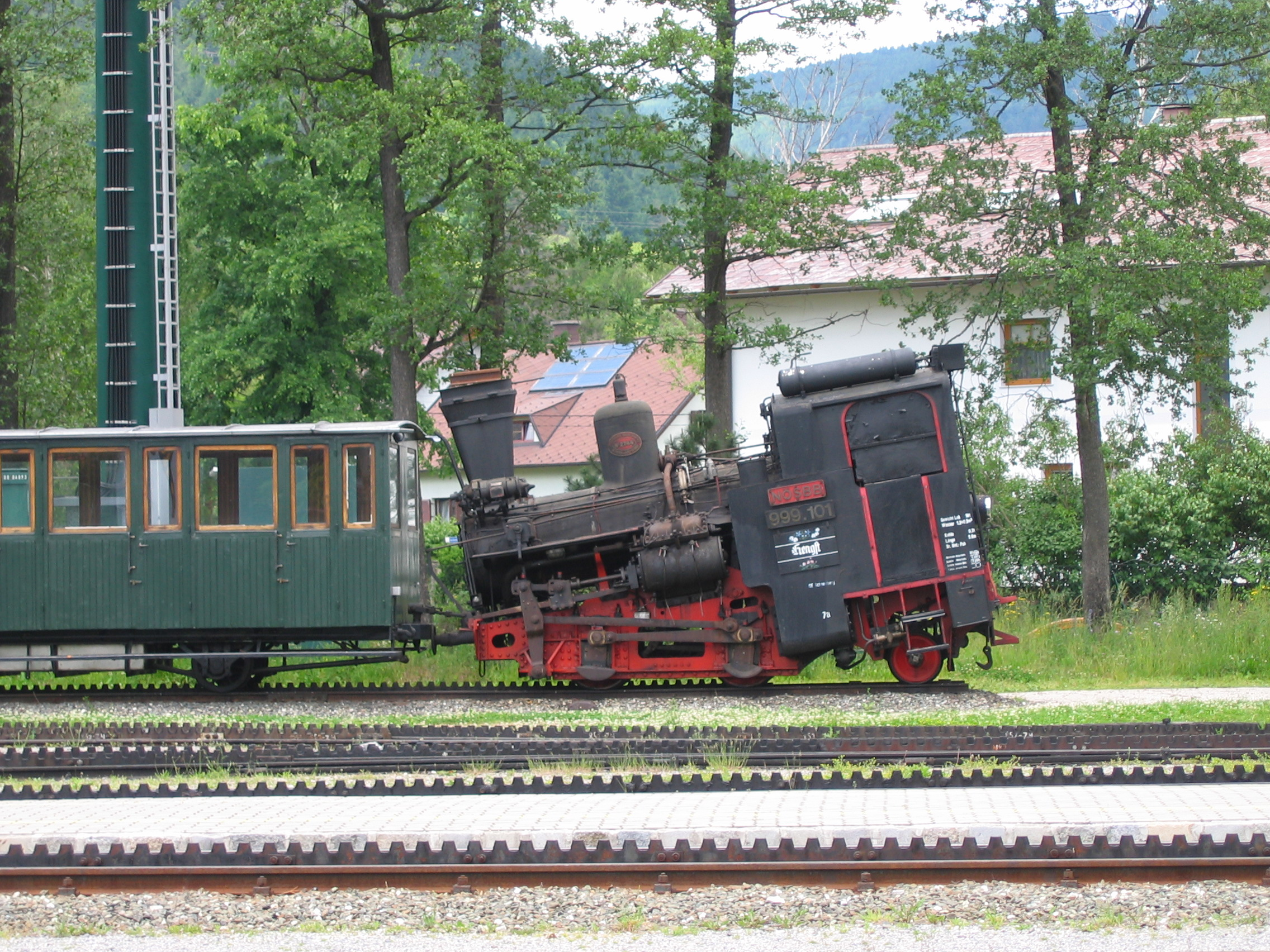
Locomotiva NOSBB 999.101 della Schneebergbahn